# واسیل میخایلوف
واسیل میخایلوف (به اوکراینی: Василь Михайлов،  زادهٔ ۲۴ ژوئن ۱۹۹۵) یک کشتی‌گیر آزادکار اهل کشور اوکراین است. 
از افتخارات وی می‌توان به کسب دو مدال برنز قهرمانی کشتی جهان ۲۰۲۲ و قهرمانی کشتی جهان ۲۰۲۳ اشاره کرد. وی سابقه حضور در المپیک ۲۰۲۰ توکیو و المپیک ۲۰۲۴ پاریس را دارد.

## فعالیت حرفه‌ای

### قهرمانی کشتی جهان ۲۰۲۲
میخایلوف در وزن ۷۹ کیلوگرم کشتی آزاد قهرمانی کشتی جهان ۲۰۲۲ بلگراد شرکت کرد، او در مسابقه های اول تا سوم بولات ساکایف از قزاقستان، اشرف اشیروف از آذربایجان و جورجیوس کوگیومتسیدیس از یونان را شکست داد اما در نیمه نهایی به محمد نخودی از ایران باخت و به دیدار رده‌بندی رفت. وی در دیدار رده‌بندی بکزاد عبدالرحمانوف از ازبکستان را شکست داد و مدال برنز را بدست آورد.

### قهرمانی کشتی جهان ۲۰۲۳
میخایلوف در وزن ۷۹ کیلوگرم کشتی آزاد قهرمانی کشتی جهان ۲۰۲۲ بلگراد شرکت کرد، او در مسابقه های اول و دوم بات-اردنین بیامبادورج از مغولستان و اخسربک گولایف از اسلواکی را شکست داد اما در نیمه نهایی به ولادیمیر گامکرلیدزه از گرجستان باخت و به دیدار رده‌بندی رفت. وی در دیدار رده‌بندی بولات ساکایف از قزاقستان را شکست داد و مدال برنز را بدست آورد.